# Blaberus craniifer
Espèce
Blaberus craniifer est une espèce de grande blatte du Nouveau Monde de la famille des Blaberidae.